# Simon Silvén
Simon Silvén (aussi Simon Jylkkä-Silvén) (né le 11 août 1747 à Kalajoki ; mort le 29 mai 1798 à Kalajoki) est un constructeur d'églises et agriculteur finlandais. Il est le fils du constructeur d'églises Matti Jylkkä.

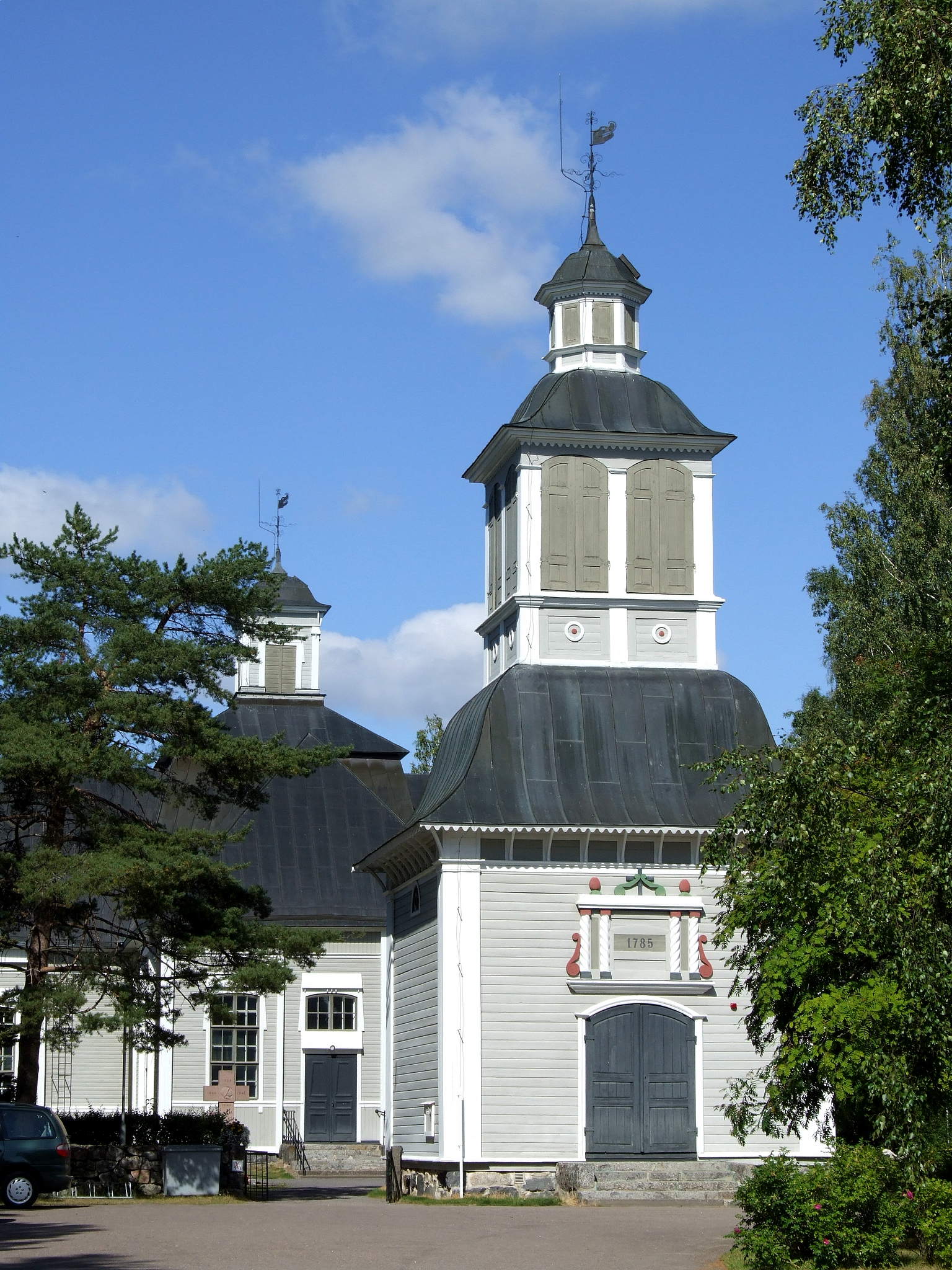
L'église de Rantsila.

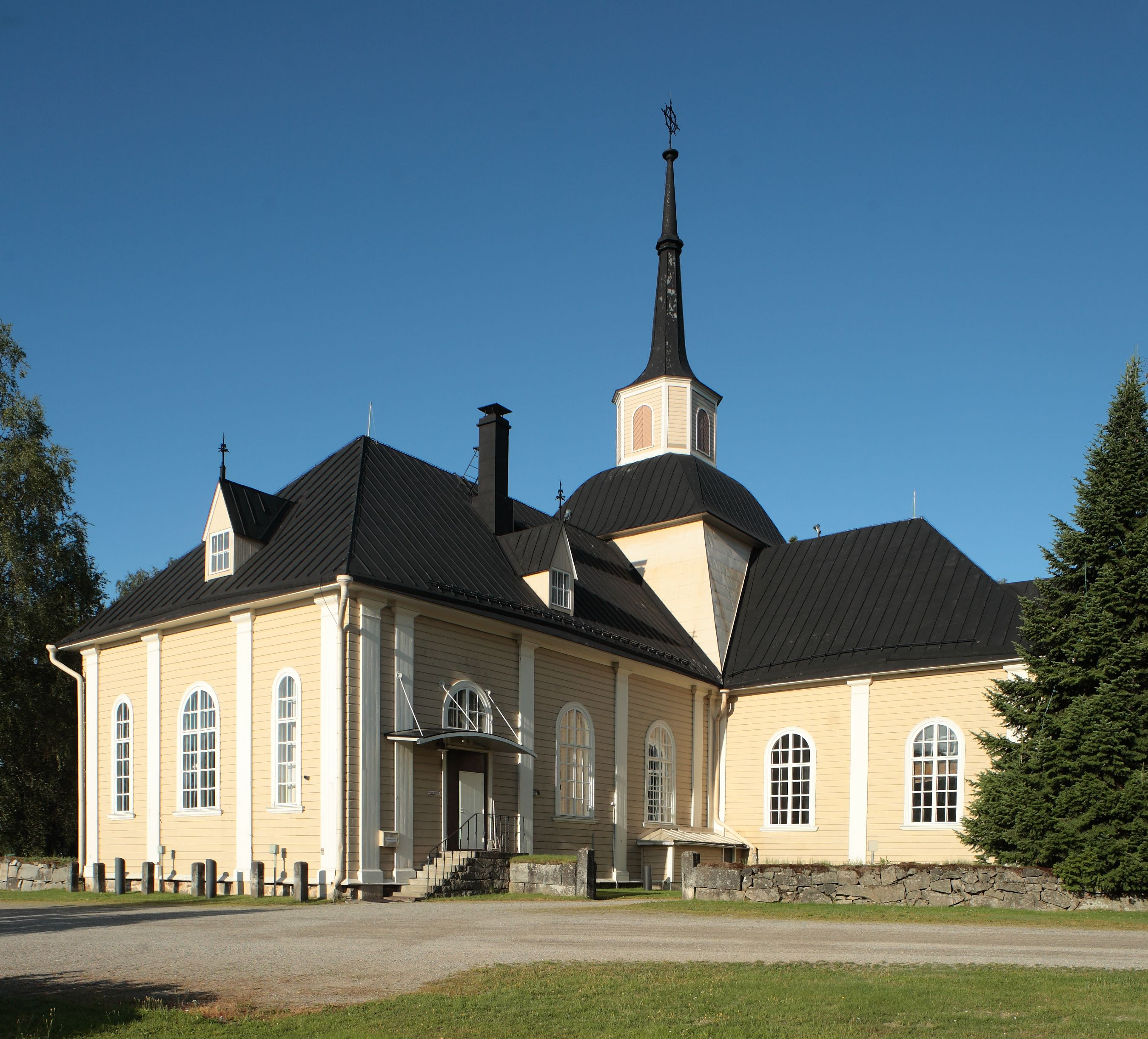
L'ancienne église d'Iisalmi.

## Ouvrages principaux
- 1771, Église de Piippola,
- 1779,  Ancienne église d'Iisalmi ,
- 1780, Église de Maakalla,
- 1781, Église de Merijärvi,
- 1783, Église de Pihtipudas,
- 1784, Église de Haapavesi, détruite en 1981
- 1784, Église de Vihanti,
- 1785, Église de Rantsila ,
- 1795, Église de Alavieska , détruite en 1916
- 1800, Église de Rautio ,
- 1802, Église de Nivala ,